# Liste der Straßen in Hamburg-Neugraben-Fischbek

Lage von Neugraben-Fischbek in Hamburg und im Bezirk Harburg (hellrot)

Die Liste der Straßen in Hamburg-Neugraben-Fischbek ist eine Übersicht der im Hamburger Stadtteil Neugraben-Fischbek vorhandenen Straßen. Sie ist Teil der Liste der Verkehrsflächen in Hamburg.

## Überblick
In Neugraben-Fischbek (Ortsteilnummer 715) leben 34443 Einwohner (Stand: 31. Dezember 2023) auf 22,5 km². Neugraben-Fischbek liegt in den Postleitzahlenbereichen 21147 und 21149.
In Neugraben-Fischbek gibt es 226 benannte Verkehrsflächen, darunter zwei kleinere Motivgruppen.
 Motivgruppe „Flüsse in der Lüneburger Heide“: Ostewinkel, Otterweg, Wiedauweg, Wümmeweg.  
 Motivgruppe „Grenznahe Orte an der B 73“: Daerstorfer Weg, Elstorfer Ring, Immenbecker Weg, Ketzendorfer Weg, Wulmstorfer Ring.
Kurz vor der Landesgrenze zu Niedersachsen ist nördlich der Cuxhavener Straße ein Neubaugebiet in Planung (Stand: Sommer 2021). Im Zuge der Bebauung werden 23 neue Straßen angelegt, überwiegend benannt nach jüdischen Frauen, die Opfer des Nationalsozialismus wurden.

## Übersicht der Straßen
Die nachfolgende Tabelle gibt eine Übersicht über alle benannten Verkehrsflächen – Straßen, Plätze und Brücken – im Stadtteil sowie einige dazugehörige Informationen. Im Einzelnen sind dies:
- Name/Lage: aktuelle Bezeichnung der Straße, des Platzes oder der Brücke. Über den Link (Lage) kann die Straße, der Platz oder die Brücke auf verschiedenen Kartendiensten angezeigt werden. Die Geoposition gibt dabei ungefähr die Mitte an. Bei längeren Straßen, die durch zwei oder mehr Stadtteile führen, kann es daher sein, dass die Koordinate in einem anderen Stadtteil liegt.
- Straßenschlüssel: amtlicher Straßenschlüssel, bestehend aus einem Buchstaben (Anfangsbuchstabe der Straße, des Platzes oder der Brücke) und einer dreistelligen Nummer.
- Länge/Maße in Metern:
Hinweis: Die in der Übersicht enthaltenen Längenangaben sind nach mathematischen Regeln auf- oder abgerundete Übersichtswerte, die im Digitalen Atlas Nord[2] mit dem dortigen Maßstab ermittelt wurden. Sie dienen eher Vergleichszwecken und werden, sofern amtliche Werte bekannt sind, ausgetauscht und gesondert gekennzeichnet.
Bei Plätzen sind die Maße in der Form a × b bei rechteckigen Anlagen oder a × b × c bei dreiecksförmigen Anlagen mit a als längster Kante dargestellt.
Der Zusatz (im Stadtteil) gibt an, wie lang die Straße innerhalb des Stadtteils ist, sofern sie durch mehrere Stadtteile verläuft.
- Namensherkunft: Ursprung oder Bezug des Namens.
- Datum der Benennung: Jahr der offiziellen Benennung oder der Ersterwähnung eines Namens, bei Unsicherheiten auch die Angabe eines Zeitraums.
- Anmerkungen: Weitere Informationen bezüglich anliegender Institutionen, der Geschichte der Straße, historischer Bezeichnungen, Baudenkmale usw.
- Bild: Foto der Straße oder eines anliegenden Objektes.

| Name/Lage                         | Straßen- schlüssel | Länge/Maße (in Metern) | Namensherkunft | Datum der Benennung | Anmerkungen | Bild                                     |
| --------------------------------- | ------------------ | ---------------------- | --- | ------------------- | --- | ---------------------------------------- |
| Ackerweg (Lage)                   | A026               | 0245                   | nach einer volkstümlichen Bezeichnung                                                                                    | 1938                | | Ackerweg                                 |
| Allmende (Lage)                   | A085               | 0060                   | nach dem landwirtschaftlichen Begriff für eine Gemeinschaftsfläche innerhalb eines Dorfes                                | 1940                | | Allmende                                 |
| Alte Marsch (Lage)                | A127               | 0280                   | nach einer Flurbezeichnung                                                                                               | 1948                | | Alte Marsch                              |
| Alte Weiden (Lage)                | A134               | 0270                   | in Anlehnung an die umliegenden Straßen, die ebenfalls das Wort „Weide“ im Namen führen                                  | 1967                | | Alte Weiden                              |
| Am Aschenland (Lage)              | A624               | 0625                   | nach einer Flurbezeichnung                                                                                               | 1983                | | Am Aschenland                            |
| Am Finkenhof (Lage)               | A748               | 0105                   | nach dem gleichnamigen Sperlingsvogel                                                                                    | 2016                | | Am Finkenhof                             |
| Am Johannisland (Lage)            | A716               | 0475                   | nach einer Flurbezeichnung                                                                                               | 2008                | | Am Johannisland                          |
| Am Moorgürtel (Lage)              | A742               | 0280                   | in Anlehnung an das naheliegende Moor                                                                                    | 2015                | | Am Moorgürtel                            |
| Am Neugrabener Bahnhof (Lage)     | A619               | 0500                   | nach der Lage am S-Bahnhof Neugraben                                                                                     | 1982                | | Am Neugrabener Bahnhof                   |
| Am Röhricht (Lage)                | A749               | 0385                   | nach der gleichnamigen Sumpfpflanze                                                                                      | 2016                | | Am Röhricht                              |
| Am Scheinberg (Lage)              | A613               | 0090                   | nach der Lage in der Nähe des Scheinbergs                                                                                | 1980                | | Am Scheinberg                            |
| Am Seggenried (Lage)              | A746               | 0125                   | nach der gleichnamigen Feuchtfläche                                                                                      | 2016                | | Am Seggenried                            |
| Am Stieglitzhof (Lage)            | A747               | 0135                   | nach der gleichnamigen Vogelart                                                                                          | 2016                | | Am Stieglitzhof                          |
| An de Geest (Lage)                | A388               | 0375                   | nach einer ortsüblichen Bezeichnung                                                                                      | 1965                | | An de Geest                              |
| An den Wiesen (Lage)              | A717               | 0315                   | nach den umliegenden Wiesen                                                                                              | 2008                | | An den Wiesen                            |
| An der Falkenbek (Lage)           | A399               | 0265                   | nach der Lage an der Falkenbek                                                                                           | 1948                | | An der Falkenbek                         |
| An der Fischbek (Lage)            | A596               | 0100                   | nach der Lage an der Fischbek                                                                                            | 1977                | | An der Fischbek                          |
| Apfelbeerenring (Lage)            | A753               | 0355                   | nach dem gleichnamigen Rosengewächs                                                                                      | 2017                | | Apfelbeerenring                          |
| Aronstabweg (Lage)                | A718               | 0155                   | nach der gleichnamigen Pflanze                                                                                           | 2008                | | Aronstabweg                              |
| Babenbrook (Lage)                 | B777               | 0150                   | nach der Flurbezeichnung „Am Baben Bruch“                                                                                | 1973                | niederdeutsch baben = oben | Babenbrook                               |
| Bärentraubenweg (Lage)            | B904               | 0125                   | nach dem gleichnamigen Heidekrautgewächs                                                                                 | 2017                | | Bärentraubenweg                          |
| Barkendal (Lage)                  | B065               | 0520                   | frei gewählter Name | 1940                | niederdeutsch Barkendal = Birkental | Barkendal                                |
| Bauernweide (Lage)                | B101               | 0370                   | nach einer volkstümlichen Bezeichnung                                                                                    | 1948                | | Bauernweide                              |
| Baumpieperweg (Lage)              | B902               | 0175                   | nach der gleichnamigen Vogelart                                                                                          | 2017                | | Baumpieperweg                            |
| Bei den Heidehütten (Lage)        | B152               | 0150                   | nach dort befindlichen Wochenendhäusern                                                                                  | 1948                | | Bei den Heidehütten                      |
| Bergheide (Lage)                  | B256               | 0660                   | nach der Lage in der Fischbeker Heide                                                                                    | 1946                | Die meisten Straßen in diesem Gebiet enden auf das Wort „-heide“ und richten sich zum Teil nach den örtlichen Gegebenheiten. | Bergheide                                |
| Besenheide (Lage)                 | B785               | 0120                   | nach der Lage in der Fischbeker Heide                                                                                    | 1975                | siehe Bergheide | Besenheide                               |
| Bi de Dörpsmeed (Lage)            | B306               | 0100                   | nach der Lage an einer ehemaligen Schmiede                                                                               | 1948                | niederdeutsch Bi de Dörpsmeed = Bei der Dorfschmiede | Bi de Dörpsmeed                          |
| Birkenbruch (Lage)                | B796               | 0385                   | frei gewählter Name | 1976                | | Birkenbruch                              |
| Blumeneschenhof (Lage)            | B903               | 0070                   | nach der gleichnamigen Pflanze                                                                                           | 2017                | | Blumeneschenhof                          |
| Borchersweg (Lage)                | B476               | 0165                   | nach der alteingesessenen Bauernfamilie Borchers                                                                         | 1948                | | Borchersweg                              |
| Bornbergweg (Lage)                | B490               | 0580                   | nach der Lage zum Bornberg führend                                                                                       | 1950                | Fußweg | Bornbergweg                              |
| Cuxhavener Straße (Lage)          | C072               | 4880 (im Stadtteil)    | Cuxhaven, niedersächsische Stadt an der Elbmündung                                                                       | 1948                | Die Cuxhavener Straße beginnt westlich der A 7 und verläuft zunächst auf der Grenze zwischen Heimfeld und Hausbruch, zwischen Hausbrucher Bahnhofstraße und Scharpenbargsweg liegt sie komplett in Hausbruch, zwischen Scharpenbargsweg und Rehrstieg befindet sich die nördliche Straßenhälfte in Hausbruch, die südliche in Neugraben-Fischbek, westlich des Rehrstiegs führt sie dann komplett durch Neugraben-Fischbek. | Cuxhavener Straße                        |
| Daerstorfer Weg (Lage)            | D003               | 0500                   | Daerstorf, Gemeindeteil von Neu Wulmstorf                                                                                | 1956                | Motivgruppe „Grenznahe Orte an der B 73“ | Daerstorfer Weg                          |
| Dierksstegel (Lage)               | D103               | 0200                   | nach der alteingesessenen Bauernfamilie Dierks                                                                           | 1948                | „Stegel“ ist das Diminutiv von Steg, bezeichnet aber auch einen Weideübertritt. | Dierksstegel                             |
| Distelacker (Lage)                | D114               | 0220                   | nach einem Acker auf dem ehemaligen Petershof                                                                            | 1946                | | Distelacker                              |
| Distelfalterweg (Lage)            | D290               | 0095                   | nach dem gleichnamigen Schmetterling                                                                                     | 2017                | | Distelfalterweg                          |
| Doppheide (Lage)                  | D262               | 0085                   | nach der Lage in der Fischbeker Heide                                                                                    | 1975                | siehe Bergheide | Doppheide                                |
| Dorflageweg (Lage)                | D154               | 0370                   | nach einer Flurbezeichnung und in Erinnerung an das ursprüngliche Dorf Neugraben                                         | 1948                | | Dorflageweg                              |
| Dritte Meile (Lage)               | D195               | 2300                   | nach der dritten Meile des Alten Landes als Abgrenzung einer Deichstraße zwischen der Este und der Süderelbe             | 1948                | | Dritte Meile                             |
| Edelheide (Lage)                  | E023               | 0740                   | nach der Lage in der Fischbeker Heide                                                                                    | 1950                | siehe Bergheide | Edelheide                                |
| Ekenkamp (Lage)                   | E117               | 0160                   | nach den dort vorhandenen Eichen                                                                                         | 1965                | niederdeutsch Eken = Eichen | Ekenkamp                                 |
| Elstorfer Ring (Lage)             | E171               | 0390                   | Elstorf, Gemeindeteil von Neu Wulmstorf                                                                                  | 1956                | Motivgruppe „Grenznahe Orte an der B 73“ | Elstorfer Ring                           |
| Erlenbruch (Lage)                 | E285               | 0505                   | frei gewählter Name | 1976                | | Erlenbruch                               |
| Eschenahornhof (Lage)             | E360               | 0070                   | nach der gleichnamigen Pflanzenart                                                                                       | 2017                | | Eschenahornhof                           |
| Falkenbergsweg (Lage)             | F017               | 2890                   | nach dem Falkenberg, einer Erhebung in der Fischbeker Heide                                                              | 1948                | nördlich des Scharpenbergswegs komplett im Stadtteil, auf ca. 2,3 Kilometer verläuft die Straße auf der Grenze zwischen Neugraben-Fischbek und Hausbruch, der südliche Teil liegt dann auf ca. 410 Metern auf Hausbrucher Gebiet | Falkenbergsweg                           |
| Feuchtheide (Lage)                | F315               | 0170                   | nach der Lage in der Fischbeker Heide                                                                                    | 1975                | siehe Bergheide | Feuchtheide                              |
| Fingerhutweg (Lage)               | F356               | 0205                   | nach dem gleichnamigen Wegerichgewächs                                                                                   | 2016                | | Fingerhutweg                             |
| Fischbeker Heideweg (Lage)        | F126               | 1985                   | nach der Lage in der Fischbeker Heide                                                                                    | 1948                | | Fischbeker Heideweg                      |
| Fischbeker Heuweg (Lage)          | F127               | 2895                   | nach dem früheren Heuweg der Bauern                                                                                      | 1948                | | Fischbeker Heuweg                        |
| Fischbeker Holtweg (Lage)         | F128               | 1715                   | nach dem früheren Holzfuhrweg                                                                                            | 1948                | | Fischbeker Holtweg                       |
| Fischbeker Moor (Lage)            | F129               | 0245                   | nach dem Fischbeker Moor                                                                                                 | 1948                | | Fischbeker Moor                          |
| Fischbeker Weg (Lage)             | F130               | 1095                   | nach der Lage im Stadtteil                                                                                               | 1948                | | Fischbeker Weg                           |
| Fischbeker Winkel (Lage)          | F318               | 0090                   | in Anlehnung an den Fischbeker Weg                                                                                       | 1976                | | Fischbeker Winkel                        |
| Fischbektal (Lage)                | F131               | 3030                   | nach einem Trockental in der Fischbeker Heide                                                                            | 1948                | | Fischbektal                              |
| Flatterbinsenweg (Lage)           | B357               | 0405                   | nach der gleichnamigen Pflanze                                                                                           | 2016                | | Flatterbinsenweg                         |
| Föhrenheide (Lage)                | F170               | 0220                   | nach der Lage in der Fischbeker Heide                                                                                    | 1946                | siehe Bergheide | Föhrenheide                              |
| Francoper Straße (Lage)           | F203               | 2790                   | Hamburger Stadtteil Francop                                                                                              | 1938                | etwa ab Hausnummer 112 westliche Straßenhälfte in Hausbruch | Francoper Straße (Neugraben-Fischbek)    |
| Fritz-Döhling-Weg (Lage)          | F305               | 0180                   | Fritz Döhling (1884–1961), Förderer des Naturschutzes                                                                    | 1972                | | Fritz-Döhling-Weg                        |
| Frühlingsheide (Lage)             | F313               | 0165                   | nach der Lage in der Fischbeker Heide                                                                                    | 1974                | siehe Bergheide | Frühlingsheide                           |
| Gannerbarg (Lage)                 | G014               | 0590                   | nach einer Flurbezeichnung                                                                                               | 1948                | niederdeutsch Ganner = Ganter | Gannerbarg                               |
| Geutensweg (Lage)                 | G427               | 0420                   | nach der Lage in der Nähe eines ehemaligen Bauernhofs, „Geutens Hof“ genannt                                             | 1983                | | Geutensweg                               |
| Gimpelweg (Lage)                  | G506               | 0155                   | nach der gleichnamigen Vogelart                                                                                          | 2016                | | Gimpelweg                                |
| Ginsterheide (Lage)               | G097               | 0480                   | nach der Lage in der Fischbeker Heide                                                                                    | 1948                | siehe Bergheide | Ginsterheide                             |
| Gleisstieg (Lage)                 | G108               | 0200                   | nach der Lage an der Bahnstrecke Hamburg-Cuxhaven in Höhe des Bahnhofs Neugraben                                         | 1948                | | Gleisstieg                               |
| Glockenheide (Lage)               | G118               | 0140                   | nach der Lage in der Fischbeker Heide                                                                                    | 1930                | siehe Bergheide | Glockenheide                             |
| Gödeke-Michels-Weg (Lage)         | G131               | 0235                   | Gödeke Michels (1401), Seeräuber und Anführer der Vitalienbrüder                                                         | 1940                | Michels soll der Sage nach einen Unterschlupf auf dem Falkenberg gehabt haben. | Gödeke-Michels-Weg                       |
| Gösselweide (Lage)                | G492               | 0155                   | nach der ehemaligen Nutzung als Weide von Gänseküken                                                                     | 2008                | | Gösselweide                              |
| Grasmoor (Lage)                   | G505               | 0105                   | in Anlehnung an das naheliegende Moor                                                                                    | 2016                | | Grasmoor                                 |
| Groot Enn (Lage)                  | G395               | 0090                   | frei gewählter Name | 1976                | niederdeutsch Groot Enn = Großes Ende | Groot Enn                                |
| Grundheide (Lage)                 | G321               | 0295                   | nach der Lage in der Fischbeker Heide                                                                                    | 1946                | siehe Bergheide | Grundheide                               |
| Grusort (Lage)                    | G435               | 0080                   | nach einem früheren Teil von Moorburg                                                                                    | 1984                | | Grusort                                  |
| Grusortwinkel (Lage)              | G434               | 0060                   | in Anlehnung an die Straße Grusort                                                                                       | 1984                | | Grusortwinkel                            |
| Haferacker (Lage)                 | H026               | 0390                   | nach einem Acker auf dem ehemaligen Petershof                                                                            | 1946                | | Haferacker                               |
| Hangheide (Lage)                  | H099               | 0500                   | nach der Lage in der Fischbeker Heide                                                                                    | 1946                | siehe Bergheide | Hangheide                                |
| Hausbrucher Straße (Lage)         | H776               | 0155 (im Stadtteil)    | Hamburger Stadtteil Hausbruch                                                                                            | 1984                | östlich des Minnerweggrabens in Hausbruch | Hausbrucher Straße (Neugraben-Fischbek)  |
| Heidblick (Lage)                  | H238               | 0465                   | nach der Lage in der Fischbeker Heide                                                                                    | 1948                | | Heidblick                                |
| Heideblütenweg (Lage)             | H871               | 0220                   | in Anlehnung an die Heideblüte in der nahegelegenen Fischbeker Heide                                                     | 2017                | | Heideblütenweg                           |
| Heidelibellenweg (Lage)           | H870               | 0095                   | nach dem gleichnamigen Insekt                                                                                            | 2017                | | Heidelibellenweg                         |
| Heidemoor (Lage)                  | H744               | 0190                   | frei gewählter Name | 1976                | | Heidemoor                                |
| Heidjerweg (Lage)                 | H728               | 0170                   | nach der Bezeichnung für einen Heidebewohner                                                                             | 1974                | | Heidjerweg                               |
| Heidkrug (Lage)                   | H256               | 0185                   | nach der ehemals dort gelegenen Gastwirtschaft gleichen Namens                                                           | 1948                | | Heidkrug                                 |
| Heidrand (Lage)                   | H260               | 0380                   | nach der Lage am Rande der Fischbeker Heide                                                                              | 1948                | | Heidrand                                 |
| Heidschnuckenring (Lage)          | H873               | 0405                   | nach der gleichnamigen Schafrasse                                                                                        | 2017                | | Heidschnuckenring                        |
| Heunerstieg (Lage)                | H412               | 0260                   | nach dem niederdeutschen Wort „Heuner“ für „Hühner“                                                                      | 1940                | | Heunerstieg                              |
| Hochfeldeck (Lage)                | H482               | 0095                   | nach der Flurbezeichnung „Das hohe Feld“                                                                                 | 1944                | | Hochfeldeck                              |
| Hogenbrook (Lage)                 | H532               | 0580                   | nach einer Flurbezeichnung                                                                                               | 1950                | | Hogenbrook                               |
| Holtknebel (Lage)                 | H600               | 0495                   | nach einer Flurbezeichnung                                                                                               | 1948                | | Holtknebel                               |
| Holzapfelhof (Lage)               | H872               | 0085                   | nach der gleichnamigen Laubbaumart                                                                                       | 2017                | | Holzapfelhof                             |
| Hönermoor (Lage)                  | H503               | 0085                   | nach der gleichnamigen Flurbezeichnung                                                                                   | 1948                | niederdeutsch Hö(h)ner = Hühner | Hönermoor                                |
| Hoppenstieg (Lage)                | H626               | 0060                   | nach einem früheren Bauernhof, dem „Hoppenhof“                                                                           | 1940                | | Hoppenstieg                              |
| Hornkrautring (Lage)              | H848               | 0150                   | nach der gleichnamigen Pflanze                                                                                           | 2008                | | Hornkrautring                            |
| Igelgrund (Lage)                  | I004               | 0150                   | in Anlehnung an die Straße Wettloop                                                                                      | 1966                | | Igelgrund                                |
| Im Fischbeker Heidbrook (Lage)    | I143               | 1030                   | nach einer Flurbezeichnung                                                                                               | 2017                | | Im Fischbeker Heidbrook                  |
| Immenbecker Weg (Lage)            | I128               | 0180                   | Immenbeck, Ortsteil von Buxtehude                                                                                        | 1978                | Motivgruppe „Grenznahe Orte an der B 73“ | Immenbecker Weg                          |
| Im Mullsen (Lage)                 | I135               | 0490                   | nach einem im Volksmund gebräuchlichen Flurnamen                                                                         | 1988                | | Im Mullsen                               |
| Im Neugrabener Dorf (Lage)        | I042               | 1005                   | nach der Lage im Ortskern                                                                                                | 1948                | | Im Neugrabener Dorf                      |
| Im Vogelkamp (Lage)               | I142               | 0275                   | in Anlehnung an das „Vogelkamp“ genannte Erschließungsgebiet                                                             | 2016                | | Im Vogelkamp                             |
| In de Krümm (Lage)                | I077               | 0455                   | nach dem gekrümmten Verlauf der Straße                                                                                   | 1948                | niederdeutsch In de Krümm = In der Krümmung | In de Krümm                              |
| Kälberweide (Lage)                | K646               | 0105                   | in Anlehnung an die Weiden der Umgebung                                                                                  | 2016                | | Kälberweide                              |
| Ketzendorfer Weg (Lage)           | K144               | 0375                   | Ketzendorf, Ortsteil von Buxtehude                                                                                       | 1960                | Motivgruppe „Grenznahe Orte an der B 73“ | Ketzendorfer Weg                         |
| Kiefernheide (Lage)               | K153               | 0365                   | nach der Lage in der Fischbeker Heide                                                                                    | 1946                | siehe Bergheide | Kiefernheide                             |
| Kiefernhof (Lage)                 | K650               | 0075                   | nach dem gleichnamigen Nadelbaum                                                                                         | 2017                | | Kiefernhof                               |
| Kiepenkerlsweg (Lage)             | K169               | 0280                   | nach dem Gedicht Kiepenkerl von Falkenberg von Hermann Claudius                                                          | 1940                | | Kiepenkerlsweg                           |
| Kiesbarg (Lage)                   | K170               | 0935                   | nach dem hier befindlichen Kiesberg                                                                                      | 1948                | niederdeutsch Barg = Berg | Kiesbarg                                 |
| Kirschblütenhof (Lage)            | K651               | 0075                   | nach der japanischen Kirschblüte                                                                                         | 2017                | | Kirschblütenhof                          |
| Kleine Heide (Lage)               | K232               | 0060                   | nach der Lage in der Fischbeker Heide                                                                                    | 1946                | siehe Bergheide | Kleine Heide                             |
| Kleiner-Fuchs-Weg (Lage)          | K649               | 0125                   | nach dem gleichnamigen Schmetterling                                                                                     | 2017                | | Kleiner-Fuchs-Weg                        |
| Kleinfeld (Lage)                  | K250               | 1140                   | nach einer Flurbezeichnung                                                                                               | 1944                | | Kleinfeld                                |
| Kleinfeldstieg (Lage)             | K607               | 0090                   | in Anlehnung an die Straße Kleinfeld                                                                                     | 1988                | | Kleinfeldstieg                           |
| Königswiesen (Lage)               | K648               | 0490                   | nach einer ortsüblichen Bezeichnung                                                                                      | 2016                | | Königswiesen                             |
| Krähenbeerheide (Lage)            | K556               | 0110                   | nach der Lage in der Fischbeker Heide                                                                                    | 1975                | siehe Bergheide | Krähenbeerheide                          |
| Kratteichenweg (Lage)             | K652               | 0100                   | nach der norddeutschen Bezeichnung „Kratt“ für einen Niederwald                                                          | 2017                | | Kratteichenweg                           |
| Kükenweide (Lage)                 | K637               | 0145                   | nach der ehemaligen Nutzung des Geländes                                                                                 | 2008                | | Kükenweide                               |
| Landkärtchenweg (Lage)            | L405               | 0080                   | nach dem gleichnamigen Schmetterling                                                                                     | 2017                | | Landkärtchenweg                          |
| Langengrund (Lage)                | L042               | 0225                   | nach einer Flurbezeichnung                                                                                               | 1948                | | Langengrund                              |
| Langkuul (Lage)                   | L064               | 0185                   | nach einer Flurbezeichnung (lange Kuhle)                                                                                 | 1940                | | Langkuul                                 |
| Lehmheide (Lage)                  | L349               | 0110                   | nach der Lage in der Fischbeker Heide                                                                                    | 1975                | siehe Bergheide | Lehmheide                                |
| Lichtnelkenweg (Lage)             | L393               | 0170                   | nach der gleichnamigen Pflanze                                                                                           | 2008                | | Lichtnelkenweg                           |
| Lupinenacker (Lage)               | L311               | 0300                   | nach einem Acker auf dem ehemaligen Petershof                                                                            | 1946                | | Lupinenacker                             |
| Lütt Enn (Lage)                   | L348               | 0070                   | frei gewählter Name | 1974                | niederdeutsch Lütt Enn = Kleines Ende | Lütt Enn                                 |
| Lüttmattensteed (Lage)            | L298               | 0170                   | nach dem Gedicht Lütt Matten de Has von Klaus Groth                                                                      | 1940                | | Lüttmattensteed                          |
| Mandelweidenhof (Lage)            | M458               | 0070                   | nach der gleichnamigen Weidenart                                                                                         | 2017                | | Mandelweidenhof                          |
| Marktpassage (Lage)               | M359               | 0315                   | in Anlehnung an den Neugrabener Markt                                                                                    | 1970                | | Marktpassage                             |
| Maronenhof (Lage)                 | M460               | 0065                   | nach der Edelkastanie | 2017                | | Maronenhof                               |
| Mehlbeerenhof (Lage)              | M459               | 0080                   | nach dem gleichnamigen Kernobstgewächs                                                                                   | 2017                | | Mehlbeerenhof                            |
| Merlingasse (Lage)                | M465               | 0245                   | nach der gleichnamigen Falkenart                                                                                         | 2016                | | Merlingasse                              |
| Minnerweg (Lage)                  | M198               | 0315 (/im Stadtteil)   | nach der ursprünglichen Flurbezeichnung „op den innern Weg“ („auf dem inneren Weg“)                                      | 1948                | nur nördliche Straßenhälfte zwischen Minnerweggraben und Hausnummer 95 in Neugraben-Fischbek, ansonsten in Hausbruch | Minnerweg                                |
| Moisburger Hang (Lage)            | M385               | 0130                   | in Anlehnung an den Moisburger Weg                                                                                       | 1976                | | Moisburger Hang                          |
| Moisburger Stieg (Lage)           | M235               | 0355                   | in Anlehnung an den Moisburger Weg                                                                                       | 1950                | | Moisburger Stieg                         |
| Moisburger Weg (Lage)             | M236               | 0360                   | Moisburg, Gemeinde im niedersächsischen Landkreis Harburg                                                                | 1948                | Neugraben und Fischbek gehörten zum Amt Moisburg, das bis 1859 bestand. | Moisburger Weg                           |
| Mooranger (Lage)                  | M396               | 0175                   | in Anlehnung an den dortigen Flurnamen „Moorstück“                                                                       | 1946                | | Mooranger                                |
| Moorburger Ring (Lage)            | M403               | 0680                   | Hamburger Stadtteil Moorburg                                                                                             | 1948                | | Moorburger Ring                          |
| Moorglockenring (Lage)            | M457               | 0335                   | nach der Moorglockenheide, einem heimischen Heidekrautgewächs                                                            | 2017                | | Moorglockenring                          |
| Moorlandbogen (Lage)              | M355               | 0220                   | nach der ortsüblichen Bezeichnung „Moorland“                                                                             | 1969                | | Moorlandbogen                            |
| Moorstück (Lage)                  | M279               | 0255                   | nach einer Flurbezeichnung                                                                                               | 1946                | | Moorstück                                |
| Moosheide (Lage)                  | M294               | 0075                   | nach der Lage in der Fischbeker Heide                                                                                    | 1948                | siehe Bergheide | Moosheide                                |
| Neckersstücken (Lage)             | N015               | 0290                   | nach einer ortsüblichen Bezeichnung                                                                                      | 1965                | | Neckersstücken                           |
| Neuer Burgweg (Lage)              | N220               | 0085                   | mit Bezug auf den Hamburger Stadtteil Moorburg                                                                           | 1984                | | Neuer Burgweg                            |
| Neuer Nehusweg (Lage)             | N219               | 0085                   | nach dem Moorburger Gemeindevorsteher Nehus                                                                              | 1984                | | Neuer Nehusweg                           |
| Neugrabener Allee (Lage)          | N244               | 0440                   | nach der Lage im Stadtteil                                                                                               | 2008                | | Neugrabener Allee                        |
| Neugrabener Bahnhofstraße (Lage)  | N068               | 1545                   | nach dem Verlauf zum S-Bahnhof Neugraben                                                                                 | 1948                | | Neugrabener Bahnhofstraße                |
| Neugrabener Markt (Lage)          | N194               | 0235                   | nach der Lage im Stadtteil                                                                                               | 1970                | | Neugrabener Markt                        |
| Neumoorland (Lage)                | N204               | 0220                   | nach einer Flurbezeichnung                                                                                               | 1975                | östliche Straßenhälfte in Hausbruch | Neumoorland                              |
| Neumoorstück (Lage)               | N085               | 0475                   | nach dem Flurnamen „Die neuen Moorstücke“                                                                                | 1946                | | Neumoorstück                             |
| Neuwiedenthaler Straße (Lage)     | N094               | 01165 (im Stadtteil)   | Neuwiedenthal, Ortsteil von Hausbruch                                                                                    | 1938                | nördliche Straßenhälfte zwischen Neumoorland und Rehrstieg in Hausbruch, östlich des Rehrstiegs komplett in Hausbruch | Neuwiedenthaler Straße                   |
| Neuwulmstorfer Schulstraße (Lage) | N095               | 0210                   | nach der Funktion zur Schule in Neu Wulmstorf führend                                                                    | 1954                | Die Straße kommt aus Neu Wulmstorf, ihr Name wurde von Hamburg übernommen. | Neuwulmstorfer Schulstraße               |
| Niedermoor (Lage)                 | N208               | 0085                   | frei gewählter Name | 1876                | | Niedermoor                               |
| Nordheide (Lage)                  | N163               | 0185                   | nach der Lage in der Fischbeker Heide                                                                                    | 1961                | siehe Bergheide | Nordheide                                |
| Obenburger Stieg (Lage)           | O203               | 0055                   | in Anlehnung an den Obenburger Querweg im benachbarten Moorburg                                                          | 1984                | | Obenburger Stieg                         |
| Ohrnsweg (Lage)                   | O074               | 1075                   | nach dem ehemaligen Ohrnshof                                                                                             | 1965                | | Ohrnsweg                                 |
| Onkelbarg (Lage)                  | O205               | 0140                   | nach dem Volksmund | 1986                | | Onkelbarg                                |
| Op de Wisch (Lage)                | O102               | 0290                   | nach einer ortsüblichen Bezeichnung                                                                                      | 1965                | niederdeutsch Op de Wisch = Auf der Wiese | Op de Wisch                              |
| Ostewinkel (Lage)                 | O150               | 0315                   | Oste, linker Nebenfluss der Unterelbe                                                                                    | 1966                | Motivgruppe „Flüsse in der Lüneburger Heide“ | Ostewinkel                               |
| Ostheide (Lage)                   | O153               | 0475                   | nach der Lage in der Fischbeker Heide                                                                                    | 1946                | siehe Bergheide | Ostheide                                 |
| Otterweg (Lage)                   | O166               | 0100                   | Otter, Fluss in der Lüneburger Heide                                                                                     | 1966                | Motivgruppe „Flüsse in der Lüneburger Heide“ | Otterweg                                 |
| Petershof (Lage)                  | P081               | 0590                   | nach dem ehemaligen Petershof                                                                                            | 1946                | | Petershof                                |
| Pirolweg (Lage)                   | P270               | 0155                   | nach dem gleichnamigen Singvogel                                                                                         | 2015                | | Pirolweg                                 |
| Plaggenmoor (Lage)                | P269               | 0400                   | nach dem naheliegenden Moor                                                                                              | 2015                | | Plaggenmoor                              |
| Posteck (Lage)                    | P176               | 0300                   | in Erinnerung an den alten Postweg zwischen Harburg und Stade                                                            | 1948                | | Posteck                                  |
| Preiselbeerenweg (Lage)           | P272               | 0070                   | nach der gleichnamigen Pflanzenart                                                                                       | 2017                | | Preiselbeerenweg                         |
| Quellgrund (Lage)                 | Q007               | 1150                   | nach hier entspringenden Quellen                                                                                         | 1948                | | Quellgrund                               |
| Quellmoor (Lage)                  | Q015               | 095 (im Stadtteil)     | in Anlehnung an weitere umliegende Straßen, die die Silbe „Moor“ im Namen tragen                                         | 1975                | östlich der Straße Neumoorland in Hausbruch | Quellmoor                                |
| Querheide (Lage)                  | Q009               | 0090                   | nach der Lage in der Fischbeker Heide                                                                                    | 1946                | siehe Bergheide | Querheide                                |
| Randweide (Lage)                  | R459               | 0105                   | in Anlehnung an die Weiden der Umgebung                                                                                  | 2015                | | Randweide                                |
| Redderweg (Lage)                  | R424               | 0250                   | nach einer ortsüblichen Bezeichnung                                                                                      | 1980                | | Redderweg                                |
| Rehrstieg (Lage)                  | R108               | 1730 (im Stadtteil)    | nach der Bezeichnung „Rehr“ für „Redder“                                                                                 | 1966                | Der Rehrstieg verläuft abwechselnd auf Neugraben-Fischbeker und Hausbrucher Gebiet, teilweise auch direkt auf der Stadtteilgrenze. | Rehrstieg                                |
| Ringheide (Lage)                  | R203               | 0880                   | nach der Lage in der Fischbeker Heide                                                                                    | 1946                | siehe Bergheide | Ringheide                                |
| Rostweg (Lage)                    | R295               | 0600                   | Gottlieb Rost (1874–1912), Flugzeugführer und Konstrukteur                                                               | 1948                | Rost besaß hier ein Übungsfeld. Beim Landeanflug in Fuhlsbüttel verunglückte er am 6. Juni 1912 tödlich. | Rostweg                                  |
| Sandbek (Lage)                    | S025               | 0345                   | nach dem gleichnamigen, hier verlaufenden Bach                                                                           | 1948                | | Sandbek                                  |
| Sandhafer (Lage)                  | S033               | 0110                   | nach einer volkstümlichen Bezeichnung                                                                                    | 1944                | | Sandhafer                                |
| Sandheide (Lage)                  | S034               | 0505                   | nach der Lage in der Fischbeker Heide                                                                                    | 1946                | siehe Bergheide | Sandheide                                |
| Schafsweide (Lage)                | S955               | 0105                   | in Anlehnung an die Weiden der Umgebung                                                                                  | 2015                | | Schafsweide                              |
| Scharlbarg (Lage)                 | S115               | 0645                   | nach einer Flurbezeichnung                                                                                               | 1948                | | Scharlbarg                               |
| Scharlbargstieg (Lage)            | S116               | 0660                   | in Anlehnung an die Straße Scharlbarg                                                                                    | 1950                | | Scharlbargstieg                          |
| Scharpenbargsweg (Lage)           | S118               | 1090                   | nach der Funktion zum Scharpenbarg führend                                                                               | 1948                | östliche bzw. südöstliche Straßenhälfte in Hausbruch | Scharpenbargsweg                         |
| Schehakstieg (Lage)               | S131               | 0320                   | Dolfi Joseph Wilhelm Schehak (1909–1935), Pilot                                                                          | 1958                | Schehak förderte den Segelflug in Fischbek. Bei einem Flugtag in Bahrenfeld verunglückte er tödlich. | Schehakstieg                             |
| Scheideholzhang (Lage)            | S133               | 0190                   | in Anlehnung an den Scheideholzweg                                                                                       | 1967                | | Scheideholzhang                          |
| Scheideholzkehre (Lage)           | S134               | 0110                   | in Anlehnung an den Scheideholzweg                                                                                       | 1967                | | Scheideholzkehre                         |
| Scheideholzstieg (Lage)           | S886               | 0175                   | in Anlehnung an den Scheideholzweg                                                                                       | 1980                | | Scheideholzstieg                         |
| Scheideholztwiete (Lage)          | S893               | 0065                   | in Anlehnung an den Scheideholzweg                                                                                       | 1982                | | Scheideholztwiete                        |
| Scheideholzweg (Lage)             | S135               | 1495                   | nach einem früheren kleinen Wald, Scheideholz genannt, der die Grenze zwischen den Ämtern Moisburg und Harburg markierte | nach 1938           | | Scheideholzweg                           |
| Schnabelriedweg (Lage)            | S959               | 0070                   | nach dem gleichnamigen Sauergrasgewächs                                                                                  | 2017                | | Schnabelriedweg                          |
| Schneeheide (Lage)                | S251               | 0190                   | nach der Lage in der Fischbeker Heide                                                                                    | 1974                | siehe Bergheide | Schneeheide                              |
| Schnuckendrift (Lage)             | S2599              | 0655                   | nach dem Viehtriebweg (Drift) für Heidschnucken                                                                          | 1948                | | Schnuckendrift                           |
| Schulheide (Lage)                 | S315               | 0215                   | nach der Lage in der Fischbeker Heide                                                                                    | 1948                | Das hier gelegene Heidegebiet war Eigentum der Fischbeker Schule. | Schulheide                               |
| Schusterberg (Lage)               | S333               | 0425                   | nach einer volkstümlichen Bezeichnung, da hier ein Schuster namens Meyer wohnte                                          | nach 1938           | | Schusterberg                             |
| Schütteneck (Lage)                | S304               | 0055                   | nach dem Ort, an dem in Neugraben Schützenfeste abgehalten wurden                                                        | 1948                | niederdeutsch Schütten = Schützen | Schütteneck                              |
| Sonnenröschenweg (Lage)           | S948               | 0085                   | nach der gleichnamigen Pflanze                                                                                           | 2008                | | Sonnenröschenweg                         |
| Stadtweg (Lage)                   | S583               | 1575                   | nach seiner Funktion zur damaligen Stadt Harburg führend                                                                 | nach 1938           | östlicher Teil in Hausbruch; Waldweg | Stadtweg                                 |
| Storchenwiese (Lage)              | S956               | 0385                   | nach den angrenzenden Wiesenflächen                                                                                      | 2015                | | Storchenwiese                            |
| Störtebekerweg (Lage)             | S704               | 1000                   | Klaus Störtebeker (um 1360–1401), Seeräuber                                                                              | 1948                | Störtebeker soll wie Gödeke Michels einen Unterschlupf am Falkenberg gehabt haben. | Störtebekerweg                           |
| Stremelkamp (Lage)                | S901               | 0595                   | in Anlehnung an den Stremelweg                                                                                           | 1985                | | Stremelkamp                              |
| Stremelweg (Lage)                 | S738               | 0155                   | nach dem Begriff „Stremel“ für einen Streifen Land                                                                       | 1948                | | Stremelweg                               |
| Süderelbebogen (Lage)             | S891               | 0535                   | nach der Lage im Zentrum des Ortsbereichs Süderelbe                                                                      | 1981                | | Süderelbebogen                           |
| Süderelbering (Lage)              | S840               | 0360                   | nach der Lage im Zentrum des Ortsbereichs Süderelbe                                                                      | 1970                | | Süderelbering                            |
| Süderelbeweg (Lage)               | S841               | 0125                   | nach der Lage im Zentrum des Ortsbereichs Süderelbe                                                                      | 1970                | | Süderelbeweg                             |
| Südheide (Lage)                   | S788               | 1300                   | nach der Lage in der Fischbeker Heide                                                                                    | 1946                | siehe Bergheide | Südheide                                 |
| Sünnenschien (Lage)               | S801               | 0135                   | frei gewählter Name | 1948                | niederdeutsch Sünnenschien = Sonnenschein | Sünnenschien                             |
| Talheide (Lage)                   | T003               | 0660                   | nach der Lage in der Fischbeker Heide                                                                                    | 1948                | siehe Bergheide | Talheide                                 |
| Thiemannstraße (Lage)             | T067               | 0765                   | nach der alteingesessenen Bauern- und Fischersfamilie Thiemann                                                           | 1938                | | Thiemannstraße                           |
| Torfstecherweg (Lage)             | T236               | 0760                   | nach dem früher dort abgebauten Torf                                                                                     | 2008                | | Torfstecherweg                           |
| Ulenflucht (Lage)                 | U015               | 0085                   | in Anlehnung an eine Sage um Gödeke Michels                                                                              | 1948                | Als Ulenflucht oder Ulenlock (Eulenloch) bezeichnet man bei Walmdachgebäuden die Öffnung unterhalb des Firstes. | Ulenflucht                               |
| Untenburger Stieg (Lage)          | U052               | 0035                   | in Anlehnung an den Untenburger Querweg in Moorburg                                                                      | 1984                | | Untenburger Stieg                        |
| Voßdrift (Lage)                   | V119               | 0540                   | frei gewählter Name | 1939                | niederdeutsch Voß = Fuchs, Drift = Viehtriebweg | Voßdrift                                 |
| Wachtelthal (Lage)                | W517               | 0065                   | nach der Vogelart | 2008                | | Wachtelthal                              |
| Waldkehre (Lage)                  | W028               | 0145                   | nach der Lage im Wald | 1967                | | Waldkehre                                |
| Waldschlucht (Lage)               | W033               | 1025                   | nach einer ortsüblichen Bezeichnung                                                                                      | 1950                | | Waldschlucht                             |
| Weidenbruch (Lage)                | W450               | 0525                   | frei gewählter Name | 1976                | | Weidenbruch (Hamburg-Neugraben-Fischbek) |
| Weidengrasweg (Lage)              | W528               | 0400                   | nach dort wachsenden heimischen Gräsern                                                                                  | 2016                | | Weidengrasweg                            |
| Weidenkehre (Lage)                | W135               | 0135                   | in Anlehnung an die Straßen Alte Weiden und Bauernweide                                                                  | 1967                | | Weidenkehre                              |
| Weißdornhof (Lage)                | W531               | 0085                   | nach dem gleichnamigen Kernobstgewächs                                                                                   | 2017                | | Weißdornhof                              |
| Wettloop (Lage)                   | W208               | 1315                   | nach dem Märchen Der Hase und der Igel von Wilhelm Schröder                                                              | 1948                | niederdeutsch Wettloop = Wettlauf | Wettloop                                 |
| Wiedauweg (Lage)                  | W229               | 0200                   | Wiedau, Nebenfluss der Wümme                                                                                             | 1966                | Motivgruppe „Flüsse in der Lüneburger Heide“ | Wiedauweg                                |
| Wiesengrund (Lage)                | W446               | 0290                   | nach der bereits auf Neu Wulmstorfer Gebiet verlaufenden Straße, deren Name von Hamburg übernommen wurde                 | 1974                | | Wiesengrund                              |
| Wildbirnenhof (Lage)              | W530               | 0070                   | nach dem gleichnamigen Rosengewächs                                                                                      | 2017                | | Wildbirnenhof                            |
| Wilkensweg (Lage)                 | W283               | 0145                   | Hans Wilkens (1894–1947), Landschaftsmaler                                                                               | 1952                | | Wilkensweg                               |
| Wilmshof (Lage)                   | W297               | 0115                   | nach dem ehemaligen Bauernhof gleichen Namens                                                                            | 1964                | | Wilmshof                                 |
| Wintergrünweg (Lage)              | W529               | 0070                   | nach dem gleichnamigen Heidekrautgewächs                                                                                 | 2017                | | Wintergrünweg                            |
| Winterheide (Lage)                | W447               | 0145                   | nach der Lage in der Fischbeker Heide                                                                                    | 1975                | siehe Bergheide | Winterheide                              |
| Wulmstorfer Ring (Lage)           | W424               | 0360                   | Neu Wulmstorf, Gemeinde im Landkreis Harburg                                                                             | 1956                | Motivgruppe „Grenznahe Orte an der B 73“ | Wulmstorfer Ring                         |
| Wümmeweg (Lage)                   | W404               | 0635                   | Wümme, Hauptquellfluss der Lesum, die wiederum ein Nebenfluss der Weser ist                                              | 1966                | Motivgruppe „Flüsse in der Lüneburger Heide“ | Wümmeweg                                 |
| Zaunwickenweg (Lage)              | Z094               | 0370                   | nach der gleichnamigen Pflanze                                                                                           | 2016                | | Zaunwickenweg                            |
| Zu den Baumhöfen (Lage)           | Z096               | 0405                   | in Anlehnung an die von der Straße abzweigenden Baumhöfen                                                                | 2017                | | Zu den Baumhöfen                         |
| Zum Grasfrosch (Lage)             | Z095               | 0045                   | nach den hier vorkommenden Grasfröschen                                                                                  | 2017                | | Zum Grasfrosch                           |
| Zum Wachtelkönig (Lage)           | Z088               | 0295                   | nach dem gleichnamigen Vogel                                                                                             | 2008                | | Zum Wachtelkönig                         |